# Postmaterialisme
Postmaterialisme er en sociologisk teori af Ronald Inglehart og er et udtryk for omdannelsen af vælgernes værdier fra materielle, fysiske og økonomiske behov til postmaterielle værdier som selvstændighed, ulighed for selvudfoldelse og fokus på miljø. Teorien tager udgangspunkt i, at mennesket i vestlige lande har frigjort sig fra de materielle forhold, fordi de basale fysiske behov er blevet opfyldt. Inglehart antager ligesom Abraham H. Maslow (Maslows behovspyramide, som postmaterialismeteorien er løst knyttet til), at mennesket har basale behov for mad og drikke. Da disse basale behov er opfyldt, kan mennesket derfor i stedet tænke på at realisere sig selv og koncentrere sig om de postmaterielle værdier.
Den sociologiske teori om postmaterialisme blev udviklet i 1970'erne af Ronald Inglehart.